# Excalibur Almaz

Schéma d'un vaisseau TKS.

Excalibur Almaz est une entreprise privée de vol spatial dont le siège est situé à Douglas qui prévoyait de fournir du tourisme spatial orbital et des bancs d'essai pour des expériences en micropesanteur, basés sur un véhicule spatial habité soviétique, le vaisseau TKS. Excalibur espérait commencer ses vols en 2012 ou 2013. La première tentative de lancement était prévue pour 2012 et des vols commerciaux étaient attendus pour 2013. Les missions devaient durer jusqu'à une semaine dans l'espace.
Le vaisseau, basé sur le TKS, mais rénové et remis aux normes, a été conçu pour être lancé par plusieurs lanceurs, dont les lanceurs russes Proton et Soyouz. L'entreprise envisageait également d'utiliser le lanceur Falcon 9 développé par la société privée SpaceX.
La société possède quatre vaisseaux TKS et deux stations spatiales Almaz, « Almaz 205 », partiellement achevée et « Almaz 206 » qui n'est qu'une coque.
Excalibur Almaz ne parvient toutefois pas à financer ni la modernisation de ses vaisseaux TKS ni l'achèvement de ses stations spatiales et encore moins un lancement. Ces problèmes financiers conduisent à plusieurs poursuites judiciaires pour fraude et la société décide de convertir son matériel en exposition éducative.